# Тепостопіллі

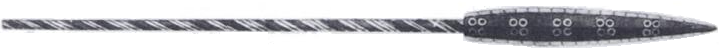
Тепостопіллі з колекції Armeria Real в Мадриді

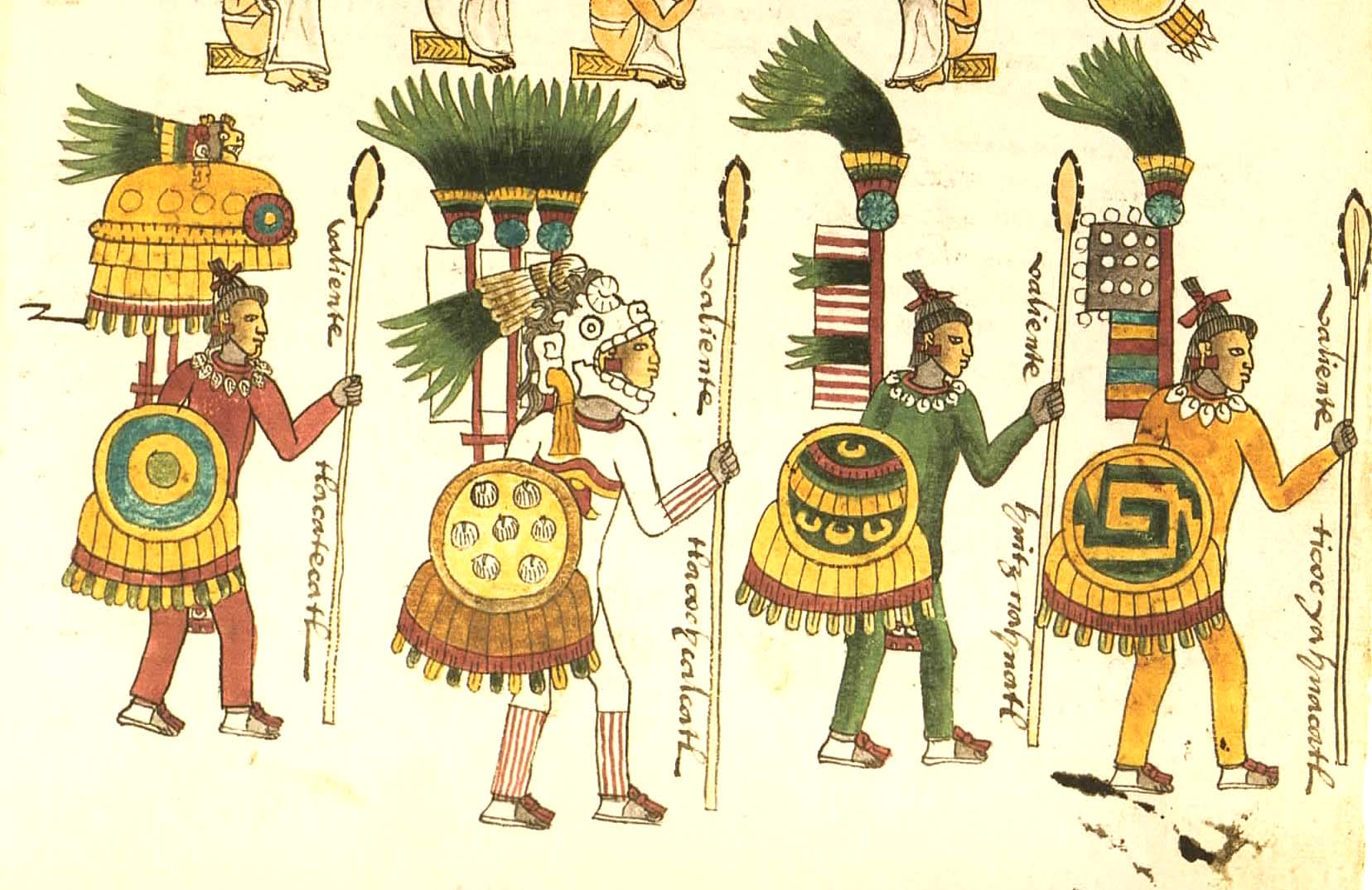
Сторінка з Codex Mendoza, на якій зображені воїни ацтеків, кожен з яких тримає тепостопіллі

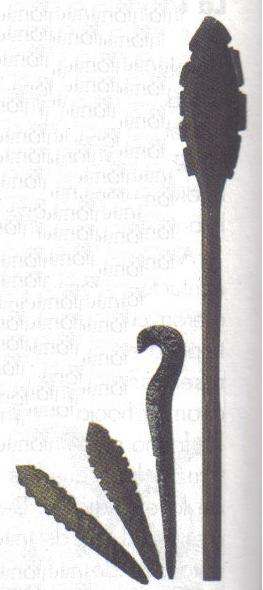
Сучасна копія тепостопіллі.

Тепостопіллі  - зброя ацтекських воїнів, жезл заввишки з ріст людини.    

## Опис
Історик Джон Пол вказує, що зброя, яка використовувалась між 12 і 14 століттями, була виготовлена в розмірах від 1 до 2 м завдовжки. Клиноподібна дерев’яна голова, приблизно в два рази довше долоні, була окантована гострими як бритва лезами обсидіану, які були глибоко врізані в канавки. Їх приклеювали бітумом або рослинною смолою. Це робило тепоптопіллі схожими на макуахутл, однак зі значно меншим ріжучим краєм і довшою ручкою. Більша довжина дозволяла воїнам стояти за лінією досвідченіших воїнів, і бити в супротивника. 
Тепостопіллі займає проміжну ланку між алебардою та списом і була однаково корисною для рубання та протикання. Конкістадор Берналь Діас дель Кастільо згадує, що одного разу його броню було пробито ацтекським списом, і що лише його щільна бавовняна підкладка врятувала йому життя. 
Останні автентичні тепостопіллі були знищені під час пожежі в 1884 році в Армерії Реал в Мадриді. 